# 山小川
山小川（やまこがわ）は、千葉県市原市の南総地区にある大字。郵便番号は290-0521。

## 概要
市原市南部にある。

## 地理
北は田尾、東は平蔵、西は大和田、南は新井と接している。

## 世帯数・人口
2017年（平成29年）11月1日現在の世帯数と人口は以下の通りである。
| 町丁字 | 世帯数 | 人口  |
| ------ | ------ | ----- |
| 山小川 | 90世帯 | 195人 |

## 通学区域
市立小学校・市立中学校と県立高等学校の通学区域は以下の通りである。
| 町丁字 | 範囲 | 小学校             | 中学校             | 高等学校 |
| ------ | ---- | ------------------ | ------------------ | -------- |
| 山小川 | 全域 | 市原市立鶴舞小学校 | 市原市立南総中学校 | 第9学区  |

## 施設

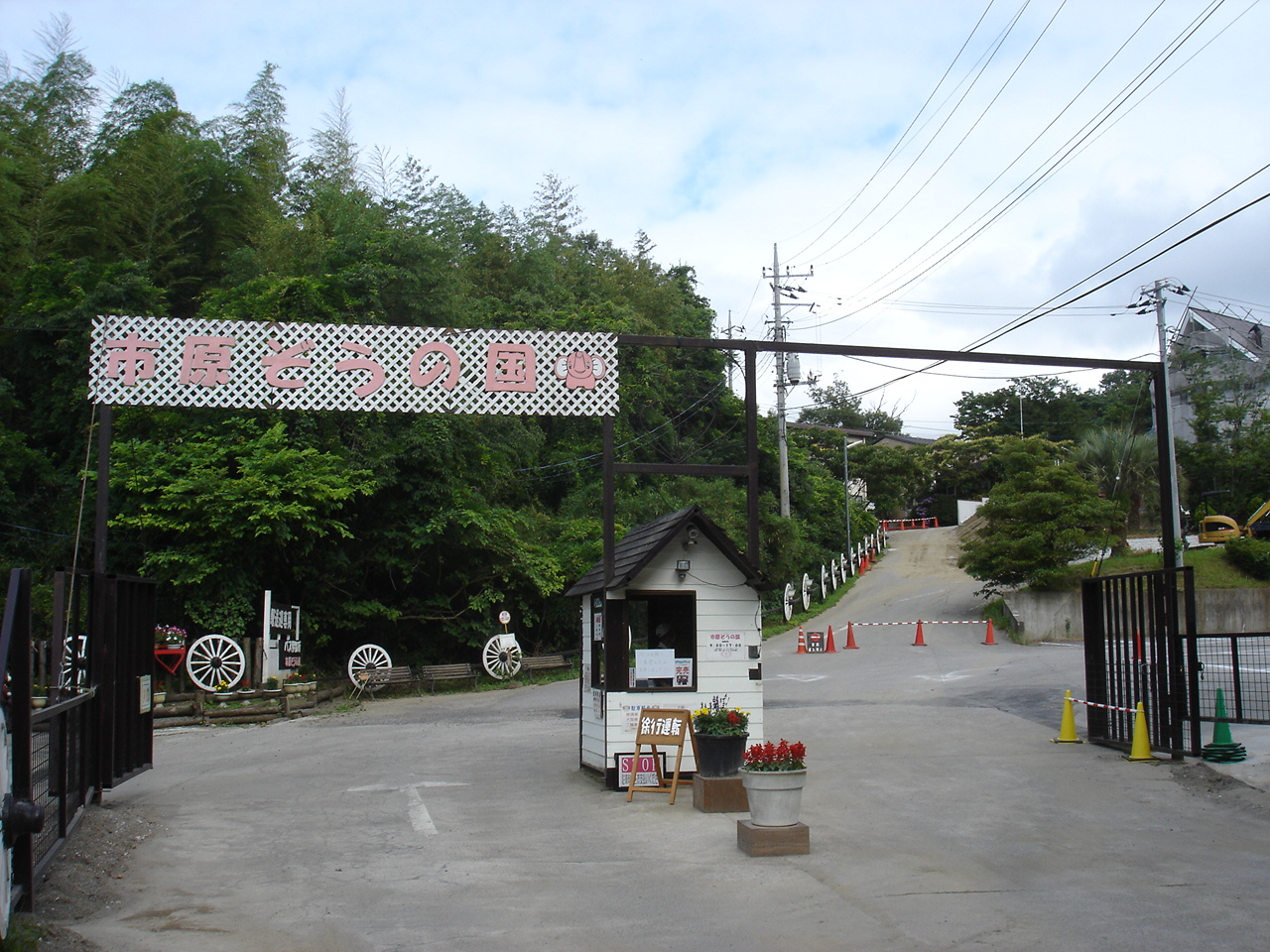
市原ぞうの国

- 市原ぞうの国
- 市原鶴舞インターチェンジ

## 交通

### 鉄道
大字内に駅はない。

### バス
運行会社は小湊鉄道長南営業所で最寄りバス停は山小川
| 系統 | 経由 | 行先                   | 参考                |
| ---- | ---- | ---------------------- | ------------------- |
| 里05 |      | 市原鶴舞バスターミナル | 一日5本のみ         |
| 里01 | 湯原 | 里見駅                 | 一日1本の朝のみ運行 |

### 道路
- 首都圏中央連絡自動車道（圏央道）
- 千葉県道171号加茂長南線